# Phaciocephalus concolor
Phaciocephalus concolor är en insektsart som beskrevs av Frederick Arthur Godfrey Muir 1913. Phaciocephalus concolor ingår i släktet Phaciocephalus och familjen Derbidae. Inga underarter finns listade i Catalogue of Life.